# Robert Logan
Robert F. Logan Jr. (* 29. Mai 1941 in Brooklyn, New York City, New York; † 6. Mai 2024 in Estero) war ein US-amerikanischer Schauspieler.

## Leben
Logan war eines von sieben Kindern seines gleichnamigen Vaters, eines Bankiers. Als Jugendlicher erhielt er ein Baseball-Stipendium der University of Arizona, wo er von einem Scout der Produktionsgesellschaft Warner Brothers für die Schauspielerei entdeckt wurde. Ein erster Erfolg war die Fernsehserie 77 Sunset Strip, wo er neben Hauptdarsteller Edd Byrnes agierte. Auch in der Serie um Trapper Daniel Boone hatte er eine Dauerrolle. Logans bekannteste Rolle dürfte jedoch die des Skip Robinson in der Serie um die „Wilderness Family“ sein.
Seine bislang letzte von 26 Rollen spielte Logan 1997.

## Filmografie (Auswahl)
- 1961: Claudelle und ihre Liebhaber (Claudelle Inglish)
- 1961: Maverick (Fernsehserie, 1 Folge)
- 1961–1963: 77 Sunset Strip (Fernsehserie, 72 Folgen)
- 1965–1966: Daniel Boone (Fernsehserie, 12 Folgen)
- 1969: Die Brücke von Remagen (The Bridge at Remagen)
- 1971: Catlow – Leben ums Verrecken (Catlow)
- 1975: Die Abenteuer der Familie Robinson in der Wildnis (The Adventures of the Wilderness Family)
- 1976: Die Erbschaft in Oregon (Across the Great Divide)
- 1978: Weitere Abenteuer der Familie Robinson in der Wildnis (The Further Adventures of the Wilderness Family)
- 1979: Noch mehr Abenteuer der Familie Robinson in der Wildnis (Mountain Family Robinson)
- 1984: Trio mit vier Fäusten (Fernsehserie, 1 Folge)